# Pleasanton, Kansas
Pleasanton är en ort i Linn County i Kansas. Vid 2010 års folkräkning hade Pleasanton 1 216 invånare.